# اسکلزمرگ
اسکلزمرگ (به انگلیسی: Skelsmergh) یک روستا و محله مدنی در بریتانیا است که در کامبریا واقع شده‌است. اسکلزمرگ ۳۰۳ نفر جمعیت دارد.